# ドリーム・トレイン・インターネット
株式会社ドリーム・トレイン・インターネット（Dream Train Internet：DTI）は、日本の電気通信事業者の一つである。個人向けには「DTI」、法人向けには「MeX」という2つのブランドで主にインターネット接続サービスを手がける。
設立当初は三菱電機傘下だったが、2003年（平成15年）1月29日に東京電力の子会社である東京通信ネットワーク（TTNet、のちのパワードコム）の子会社（東京電力の孫会社）となる。さらにKDDIとパワードコムが2006年（平成18年）1月1日に合併するのに伴い、2005年（平成17年）12月31日付けでパワードコム所有の全株式が東京電力に譲渡され、東京電力の直接の子会社となる。その後、東京電力が通信事業を縮小するのに伴い2007年（平成19年）7月25日には株式が売却され、フリービットの完全子会社となる。

## 概要
会社設立が1995年（平成7年）、サービス提供開始が1996年（平成8年）と、国内のISP事業者としては後発組に属し、三菱グループとしてはISP事業への参入に出遅れた感が強かった。このような背景もあり、三菱電機の通信子会社であった三菱電機情報ネットワークは、独自性の強い事業戦略でのISP事業参入を模索。事業立ち上げのパートナーとして、慶應義塾大学湘南藤沢キャンパスの学生らが設立した株式会社リセットを選択した。実質的な事業戦略の舵取りは、リセットの代表取締役社長だった石田宏樹（現 フリービット株式会社代表取締役兼CEO）が担っていた。石田はISP事業者としてのDTIの急成長とブランド育成に多大な貢献を果たしたことで知られ、インターネット業界における学生ベンチャービジネスの先駆けであったと言える。
2000年（平成12年）、石田がフリービット株式会社を設立し、新しいビジネスモデルでのISP事業の運営に注力することとなったリセットとの提携を解除。この際、DTIの設立に携わった中核メンバーの多くが離職し、事業戦略に少なからず変化をもたらしたとされる。

## MVNO事業

### DTI ハイブリッドモバイルプラン
2011年（平成23年）4月1日よりサービス開始。NTTドコモのFOMAハイスピード・Xi網と、ワイヤ・アンド・ワイヤレスの公衆無線LAN・Wi2を使ったMVNOとして月額2,839円で定額データ通信の提供を開始している。
端末は当初モバイルWiFiルータータイプと、USBタイプの2タイプでデータ通信のみの提供で、レンタルではあるものの最低利用期間や違約金の設定により事実上の割賦販売であった（レンタル受け付けは終了）。同年7月1日より、NTT東西の「光ポータブル」にも対応、レンタル品としてUSIMカードのみの提供も開始した。
対応端末
- ネットインデックス・NetIndex Mobile Router RS-CV0C（ルータタイプ、提供終了）
- ZTE・MF120（USBタイプ、提供終了）
- ZTE・MF121（USBタイプ、提供終了）
- 光ポータブル
- PlayStation Vita

### DTI SIM
2015年（平成27年）9月17日よりサービスを開始。DTIハイブリッドモバイルプランとは違い、SIMのみ提供・通信量制限ありとなっている。通信料金は、通信量1GB/月の場合600円（データ通信専用プラン）または750円（SMS利用可能プラン）となっている。

## aigoブランド製品
- デジタルカメラ
- デジタルビデオカメラ
- プロジェクター
- ストレージ（小型のハードディスクドライブ）
- ボイスレコーダー
- フィルムスキャナー
- デジタル顕微鏡
- モバイルバッテリー等

## 沿革
- 1995年（平成7年）10月26日 - 三菱電機情報ネットワーク株式会社の子会社として設立。
- 1999年（平成11年）12月 - 三菱電機株式会社の直接の子会社になる。
- 2000年（平成12年）9月21日 - 大阪証券取引所のナスダック・ジャパン市場（現 JASDAQ）に上場[2]。
- 2003年（平成15年）
  - 1月29日 - 株式公開買い付けにより、東京通信ネットワーク株式会社の直接の子会社になる[3]。
  - 11月4日 - ヘラクレス市場上場廃止。
- 2004年（平成16年）7月1日 - 株式会社パワードコムの会社分割により、個人向けインターネット接続事業「Powered Internet[POINT]」を吸収[4]。
- 2005年（平成17年）
  - 10月1日 - 個人向けインターネット接続サービスDTIとPOINTを新生DTIとして統合[5]。
  - 10月21日 - アクセスポイント方式のVoIPによる中継電話サービス「スーパーテレフォン」をフュージョン・コミュニケーションズに譲渡。
  - 12月31日 - パワードコム所有の全株式が東京電力に譲渡され、東京電力の直接の子会社になる[6]。
- 2007年（平成19年）
  - 9月3日 - 東京電力および三菱電機所有の全株式が産みの親とも言える石田宏樹が経営するフリービットへ売却される[7]。
  - 10月15日 - 子会社であるスーパーホットラインズの事業をフリービットに譲渡。
  - 10月
    - サービスのドメイン名を「dti.ne.jp」から「dream.jp」に変更する。
- 2008年（平成20年）
  - 2月1日 - 法人向け接続サービスをフリービットに吸収分割[8]。
  - 3月31日 - スーパーホットラインズを解散[9]。
  - 7月 - フリービットが運営する個人向けインターネット接続サービスであるReSET.JPおよびOpenBit.NETの一部を吸収。
  - 9月1日 - CSKホールディングス傘下のISAOの個人向けおよびマンション向けインターネット接続サービスを譲受[10]。
- 2009年（平成21年）2月 - ISAOの個人向けインターネット接続サービスをDTIに統合。
- 2011年（平成23年）
  - 3月8日 - FOMAハイスピード網やホットスポットを使ったMVNOとして、モバイルデータ通信に参入を発表。
  - 4月1日 - DTIハイブリッドモバイルプランサービス開始
  - 7月1日 - 株式会社ビットエージェントを吸収合併。
- 2012年（平成24年）8月1日 - フリービット株式会社の完全子会社であったエグゼモード株式会社を吸収合併。同社のaigoブランド製品も引き継いだ。
- 2013年（平成25年）11月13日 - FOMAハイスピード網を利用したMVNOサービス・freebit mobileを開始[11]。
- 2014年（平成26年）5月1日 - フリービット株式会社の完全子会社であったフリービットクラウド株式会社を吸収合併[12]。
- 2015年（平成27年）
  - 3月1日 - freebit mobile事業をトーンモバイル株式会社に分社[13]。
  - 10月1日 - ServersMan SIM LTEをトーンモバイルに譲渡。
- 2017年（平成29年）10月 - 清水高が代表取締役社長就任
- 2019年（令和元年）12月 - トーンモバイルの全事業（TONE・ServersMan SIM LTE）を承継[14]。

### かつて存在した関連会社
- 株式会社ドリーム・トレイン・コミュニケーションズ（DTC）
- 株式会社スーパーホットラインズ（SHI）